# THY Spor Kulübü
THY Spor Kulübü  est un club turc de volley-ball fondé en 1979 et basé à İstanbul, évoluant pour la saison 2020-2021 en Misli.com Sultanlar Ligi.

## Palmarès
- BVA Cup
  - Vainqueur: 2019[2]2020[3]

## Effectifs

### Saison 2020-2021
| No                                                                            | Nom                                                                           | Date de naissance                                                             | Taille                         | Poids                          | Poste                          |
| ----------------------------------------------------------------------------- | ----------------------------------------------------------------------------- | ----------------------------------------------------------------------------- | ------------------------------ | ------------------------------ | ------------------------------ |
| 1                                                                             | Lauren Carlini                                                                | 28 février 1995                                                               | 185                            | 77                             | Passeuse                       |
| 2                                                                             | Merve Dalbeler                                                                | 27 juin 1987                                                                  | 182                            | 70                             | Libero                         |
| 3                                                                             | BerrinYıldırım                                                                | 13 juin 1998                                                                  | 173                            | 54                             | Libero                         |
| 5                                                                             | Şeyma Ercan                                                                   | 5 juillet 1994                                                                | 186                            | 69                             | Réceptionneuse-attaquante      |
| 6                                                                             | Polen Ünver                                                                   | 27 août 1990                                                                  | 193                            | 65                             | Attaquante                     |
| 7                                                                             | Ada Germen                                                                    | 24 juin 1997                                                                  | 183                            | 65                             | Réceptionneuse-attaquante      |
| 8                                                                             | Aslı Kalaç                                                                    | 13 décembre 1995                                                              | 183                            | 73                             | Centrale                       |
| 9                                                                             | Büşra Kılıçlı                                                                 | 16 juillet 1990                                                               | 188                            | 80                             | Centrale                       |
| 11                                                                            | Daly Santana                                                                  | 19 février 1995                                                               | 185                            | 65                             | Réceptionneuse-attaquante      |
| 13                                                                            | Büşra Şahin                                                                   | 8 août 1997                                                                   | 189                            | 67                             | Centrale                       |
| 16                                                                            | Özge Nur Yurtdagülen                                                          | 6 août 1993                                                                   | 193                            | 67                             | Centrale                       |
| 17                                                                            | Nursevil Aydınlar                                                             | 28 novembre 1995                                                              | 190                            | 77                             | Passeuse                       |
| 18                                                                            | Ebrar Karakurt                                                                | 17 janvier 2000                                                               | 196                            | 73                             | Attaquante                     |
| 19                                                                            | Madison Kingdon                                                               | 20 avril 1993                                                                 | 183                            | 78                             | Réceptionneuse-attaquante      |
|                                                                               |                                                                               |                                                                               |                                |                                |                                |
| Encadrement technique                                                         | Encadrement technique                                                         |                                                                               | Légende                        | Légende                        | Légende                        |
| Entraîneur : Marcello Abbondanza                                              | Entraîneur : Marcello Abbondanza                                              | Entraîneur : Marcello Abbondanza                                              | : Capitaine                    | : Capitaine                    | : Capitaine                    |
| Entraîneur(s) adjoint(s) : Mehmet Yücel Entraîneur(s) adjoint(s) : Yunus Öçal | Entraîneur(s) adjoint(s) : Mehmet Yücel Entraîneur(s) adjoint(s) : Yunus Öçal | Entraîneur(s) adjoint(s) : Mehmet Yücel Entraîneur(s) adjoint(s) : Yunus Öçal | : Joueuse blessée actuellement | : Joueuse blessée actuellement | : Joueuse blessée actuellement |
| Manager général : Gizem Giraygil                                              |                                                                               |                                                                               |                                |                                |                                |